# Dionizy Lachowicz
Dionizy Lachowicz OSBM, ukr. Діонізій Ляхович (ur. 2 lipca 1946 w Pombasie) – brazylijski duchowny greckokatolicki, bazylianin, przełożony generalny Zakonu Bazylianów św. Jozafata w latach 1996–2004, biskup kurialny kijowsko-halicki w latach 2006–2019, delegat apostolski egzarchatu apostolskiego Włoch w latach 2019–2020, biskup egzarchatu apostolskiego Włoch w latach 2020–2025, od 2025 biskup senior egzarchatu apostolskiego Włoch.

## Życiorys
W 1970 złożył śluby zakonne w zakonie bazylianów. Święcenia kapłańskie otrzymał 8 grudnia 1972 z rąk Efraima Kreveya. Przez kilkanaście lat pracował w rodzinnym kraju, m.in. jako rektor bazyliańskiego seminarium oraz wykładowca w Kurytybie. W 1991 został wysłany na Ukrainę i rozpoczął pracę jako wykładowca w bazyliańskim seminarium, a następnie został dyrektorem instytutu zakonnego w Złoczowie. W 1996 wybrany przełożonym generalnym bazylianów, zaś po zakończeniu w 2004 kadencji został rektorem seminarium zakonnego we Lwowie.
Został wybrany biskupem pomocniczym archieparchii kijowskiej. 21 grudnia 2005 papież Benedykt XVI zatwierdził ten wybór i nadał mu stolicę tytularną Egnatia. Chirotonii biskupiej udzielił mu 26 lutego 2006 kard. Lubomyr Huzar.
W 2009 Benedykt XVI mianował go wizytatorem apostolskim dla grekokatolików w Hiszpanii i we Włoszech, zaś w 2017 papież Franciszek zwolnił go z funkcji wizytatora w Hiszpanii. W 2019 kard. Angelo De Donatis jako administrator apostolski egzarchatu apostolskiego Włoch powierzył mu dalszą pieczę nad wiernymi w tym kraju, tym razem w charakterze delegata apostolskiego.
24 października 2020 roku papież Franciszek mianował go egzarchą apostolskim Włoch. Ingres do katedry greckokatolickiej w Rzymie odbył 1 grudnia 2020. 7 marca 2025 papież Franciszek przyjął jego rezygnację z urzędu biskupa egzarchy apostolskiego Włoch.